# Австралійський флот на Чорному морі 1918–1919

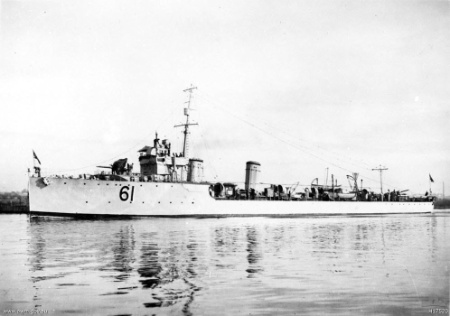
HMAS Swan (1916–18)

Австралійський флот у Чорному морі (1918-1919) — був введений у води, внаслідок громадянської війни в Росії

## Причина
На додаток до тих австралійців, які служили в Північній Росії, на периферії Громадянської війни залучено ряд інших австралійців, з кількома суднами Королівського автовиського військово-морського флоту, що були залучені до Чорного моря наприкінці 1918 р., число окремих австралійців, що служать в Месопотамії як частина Dunsterforce та Malleson Mission. Деякі австралійці також служили радниками Британської військової місії до адмірала Олександра Колчака, що знаходився в Сибіру та інших на Півдні Росії, які підтримували генерала Антона Денікіна.

## HMAS Swanв Чорному морі  (1918-1919)
У грудні 1918 р., австралійське військово-морське судно HMAS Swan під командуванням командуючого Артуром Бондом (RN) провело місію з розвідки в Чорному морі та на території донських козаків спільно з французьким ескадром „Bisson“. Внаслідок місії під командуванням генерала Денікіна було докладно відзвітовано про справжній стан козацьких сил . Дійсно, хоча козаки стримували командувача Бонда як товариша, він мав пояснити їм, що вони суто на місії зі збору інформації з австралійським суднам, які ніяк не мали на меті надавати військову чи морську допомогу козакам. Після огляду на місцях антибільшовицьких сил, а також численних військових об'єктів і заводів, HMAS Swan пізніше здійснив противагу більшовицькій гвардійській службі в Севастополі, а корабельні гармати допомогли захистити вокзал під коло долини Інкерман. Ці обов'язки були завершені без інциденту, а „Swan“ згодом відплив до Плімута 3 січня 1919 року.
Подальше залучення „RAN“ включало HMAS Yarra і HMAS Torrens, які також брали участь у Чорноморському регіоні, будучи першими двома есмінцями на станції в Новоросійську та Батумі. HMAS Parramatta здійснив відправлення та листування між Константинополем та Севастополем від часу турецької капітули до початку січня 1919 року. „Parramatta“ також супроводжувала групу російських військових кораблів, які були передані антибільшовицьким силам у Севастополі наприкінці листопада 1918 року. Всі ці операції були без інцидентів .
Інша участь Австралії у Південній Росії включала декілька австралійців, які виступали в якості радників з місією з надання допомоги генералу Денікіну. У кінцевому підсумку британська військова місія залишилася в Південній Росії і була евакуйована лише в березні 1920 р. Після того, як денікінські сили були розгромлені нападом Червоної армії, а крах білої став неминучим.